# Samhain Live '85-'86
Live '85–'86 es un álbum en vivo de la agrupación estadounidense Samhain, publicado inicialmente como parte del Box Set de la banda en septiembre de 2000. En 2001 el álbum fue publicado por separado, conteniendo material en vivo de presentaciones de la agrupación en las ciudades de Nueva York y Chicago.

## Lista de canciones
1. "All Hell"
2. "Samhain"
3. "The Shift"
4. "The Howl"
5. "Unholy Passion"
6. "All Murder, All Guts, All Fun"
7. "I Am Misery"
8. "The Hungry End"
9. "Horror Biz"
10. "He-Who-Can-Not-Be-Named"
11. "Black Dream"
12. "Death Comes Ripping"
13. "Mother Of Mercy"
14. "To Walk The Night"
15. "Halloween II"
16. "In My Grip"
17. "London Dungeon"
18. "Archangel"

## Créditos
- Glenn Danzig - Voz
- Eerie Von - Bajo
- Pete "Damien" Marshall - Guitarra
- Steve Zing - Batería (canciones 1-10)
- London May - Batería (canciones 11-18)